# Касьян (село)
Касья́н, также совхоз Кенегез, (укр. Касьян, крымскотат. Qasyan, Къасъян) — исчезнувшее село в Ленинском районе Республики Крым, располагавшееся на юго-востоке района и Керченского полуострова, примерно в 5,5 км к юго-западу от современного села Марьевка.

## История
Первое документальное упоминание села встречается в Камеральном Описании Крыма… 1784 года, судя по которому, в последний период Крымского ханства  Касъян входил в Дин Керченский кадылык Кефинского каймаканства. После присоединения Крыма к России (8) 19 апреля 1783 года, (8) 19 февраля 1784 года, именным указом Екатерины II сенату, на территории бывшего Крымского Ханства была образована Таврическая область и деревня была приписана к Левкопольскому, а после ликвидации в 1787 году Левкопольского — к Феодосийскому уезду Таврической области. Перед Русско-турецкой войной 1787—1791 годов производилось выселение крымских татар из прибрежных селений во внутренние районы полуострова. В конце 1787 года из Касияна были выведены все жители — 152 души. В конце войны, 14 августа 1791 года всем было разрешено вернуться на место прежнего жительства. После Павловских реформ, с 1796 по 1802 год, входила в Акмечетский уезд Новороссийской губернии. По новому административному делению, после создания 8 (20) октября 1802 года Таврической губернии, Касьян был включён в состав Акмозской волости Феодосийского уезда.
По Ведомости о числе селений, названиях оных, в них дворов… состоящих в Феодосийском уезде от 14 октября 1805 года , в деревне Касьян (записана, как Коджак-беш-коя числилось 8 дворов и 32 жителя. На военно-топографической карте генерал-майора Мухина 1817 года деревня Каскан обозначена с 9 дворами. Затем, видимо, вследствие эмиграции крымских татар в Турцию, деревня опустела и на карте 1836 года обозначены развалины деревни Касьян, как и на карте 1842 года, также, как и на трёхверстовой карте Шуберта 1865—1876 года.
Вновь поселение встречается на верстовой карте Крыма 1896 года, где хутор обозначен без указания числа дворов.  По «…Памятной книжке Таврической губернии на 1902 год» на хуторе Касьян Сарайминской волости, входившем в Сарайминское сельское общество, жителей и домохозяйств не числилось.
После установления в Крыму Советской власти, по постановлению Крымревкома, 25 декабря 1920 года из Феодосийского уезда был выделен Керченский (степной) уезд, а, постановлением ревкома № 206 «Об изменении административных границ» от 8 января 1921 года была упразднена волостная система и в составе Керченского уезда был создан Керченский район в который вошло село (в 1922 году уезды получили название округов. 11 октября 1923 года, согласно постановлению ВЦИК, в административное деление Крымской АССР были внесены изменения, в результате которых округа были отменены и основной административной единицей стал Керченский район в который вошло село. Согласно Списку населённых пунктов Крымской АССР по Всесоюзной переписи 17 декабря 1926 года, хутор Касьян (2 двора, 7 жителей — 5 русских, 1 украинец, 1 белорус) входил в состав Марьевского сельсовета Керченского района. Постановлением ВЦИК «О реорганизации сети районов Крымской АССР» от 30 октября 1930 года (по другим сведениям 15 сентября 1931 года) Керченский район упразднили и село включили в состав Ленинского, а, с образованием в 1935 году Маяк-Салынского района (переименованного 14 декабря 1944 года в Приморский) — в состав нового района. На подробной карте РККА Керченского полуострова 1941 года на месте деревни обозначен совхоз Кенегез (также подписан, как Касьян). В дальнейшем в доступных источниках не встречается